# Consiglio regionale dell'Alta Francia
Il Consiglio regionale dell'Alta Francia (in francese Conseil régional des Hauts-de-France) è l'assemblea deliberativa della regione dell'Alta Francia.
È stato chiamato Consiglio regionale del Nord-Pas-de-Calais-Picardia prima del voto dei consiglieri regionali del 14 marzo 2016 sul nome della nuova regione, previa consultazione con studenti delle scuole superiori. Tuttavia, questa nuova denominazione doveva essere confermata dal Governo e dal Consiglio di Stato con decreto del 28 settembre 2016.

## Storia
Il Consiglio regionale dell'Alta Francia, istituito dalla legge sulla delimitazione delle regioni, le elezioni regionali e dipartimentali e la modifica del calendario elettorale del 16 gennaio 2015 con effetto dal 1º gennaio 2016, è il risultato della fusione del consigli del Nord-Pas-de-Calais e Picardia, composti rispettivamente da 113 e 57 rappresentanti eletti (ovvero 170 consiglieri regionali cumulati).
Lilla è la capitale della nuova regione Alta Francia. Questa scelta è stata resa definitiva da un decreto emesso dal Consiglio di Stato il 28 settembre 2016, con Xavier Bertrand, presidente del consiglio che ha deciso durante la campagna di designare Lilla come capoluogo della regione finale. Gli organi deliberativi regionali siedono:
- Presso la sede della Regione, 151 avenue du Président-Hoover, Lilla, per le sessioni plenarie.

- All'Hotel de Région, al 15 mail Albert 1er di Amiens per le commissioni permanenti.

L'articolo 5 della legge del 16 gennaio 2015 stabilisce a 170 il numero dei consiglieri regionali; distribuisce il numero di candidati per sezione dipartimentale per le elezioni del dicembre 2015.

## Rappresentanza per dipartimento
- 17 seggi per l’Aisne;
- 76 seggi per il Nord;
- 25 seggi per l’Oise;
- 44 seggi per il Passo di Calais;
- 18 seggi per la Somme.